# Udanoceratops
Udanoceratops ("rohatá tvář z Udan-sajr") byl rod středně velkého rohatého dinosaura (ceratopse), který žil v období svrchní křídy (geologické stupně santon až kampán), asi před 80 miliony let. Vyskytoval se na území dnešního Mongolska.

## Popis
Fosílie tohoto býložravého dinosaura byly objeveny na území pouště Gobi (souvrství Bayan Mandahu). Odhaduje se, že dosahoval délky až kolem 4,5 metru a hmotnosti asi 700 kilogramů.

## Historie
Tento dinosaurus byl popsán ruským paleontologem Sergejem Kurzanovem v roce 1992 na základě mohutné lebky o délce 60 cm. Charakteristická je zejména mohutná spodní čelist, která je poměrně robustnější než u jiných ceratopsianů. Lebka je víceméně hladká a nemá výrazné rohy nebo jiné výrůstky. Celý dinosaurus byl dlouhý kolem 4 metrů a robustně stavěný. Bývá považován za jediného dnes známého asijského představitele čeledi Leptoceratopsidae.

Lebka udanoceratopse